# Максаевский
Максаевский — хутор в Шолоховском районе Ростовской области России.
Входит в состав Кружилинского сельского поселения.

## География
Расстояние до районного центра с учётом доступа транспортом — 38 км.
На хуторе имеются две улицы — Восточная и Южная.

### Рельеф и гидрография
По неровной, всхолмлённой донской степи, прячась в зарослях камыша и хвороста, течёт неширокая извилистая речка Семёновка. Река сама по себе неглубокая, камыш и хворост зачастую захватывают всё течение, и водная поверхность, поэтому, при виде сверху напоминает кривую синеватую линию, пунктирно прерываемую зелёными массивами зарослей. Весною, в пору бурного таяния снега, шумящие со всех сторон потоки энергично наполняют русло Семёновки, и наступает новая пора: лёд начинает ломаться. Искусственно образовавшаяся плотина задерживает набегающие льдины, они толкаются, недовольно скрежещут, налезая друг на друга, и образуют широкое поле живодышащего настила. Берега здесь круто уходят вглубь, твёрдые и скользкие их поверхности испещрены норками, где селятся раки. В ямах вольготно себя чувствуют щуки, окуни, а в некоторых, наиболее объёмных, даже сомы; на поверхности же воды, в тёплых, нагретых лучами почти отвесного солнца, слоях воды, резвятся мальки верховодки, плотвы и прочей немудрящей рыбёшки.
Начинается речка сразу за хутором Сингином, километрах в 10 от Дона, огибает с севера восточную часть центрального отделения совхоза «Кружилинский» и впадает на хуторе Кружилинском в речку Чёрную, являющуюся притоком Чира, с которым она соединяется между хуторами Лучки и Вислогузовский. Русло Семёновки тянется в западном и юго-западном направлениях; левый, южный берег — более пологий, чем северный, вдоль которого стоят курганы. Многочисленные овраги, овражки, лощинки, буераки и лога сбегают к пойме речки. Весной, при бурном таянии снегов, все они заполняются шумными быстрыми потоками воды, которые особенно слышны в вечерней и ночной тишине.
Большие лога имеют свои названия. Берёзовский имеет северо-северо-западное направление. Караичевский — напротив — юго-восточно-восточное направление, но расположен он на левом берегу речки. Осиновский лог располагается ниже по течению речки, но тоже на левом берегу и так же направлен, что и Караичевский лог. Далее вниз по течению Семёновки идут: слева — Грязнов лог, справа — Пугачёвский и далее, справа же, — Дубовой лог. Напротив него, слева, в степь уходит безымянный лог.
Степь между логами неровная, вздыбленная складками, без какой-либо лесной растительности. В логах, называемых ещё буераками, есть места, заросшие случайными деревцами или кустарниками, семена которых невесть какими путями были занесены сюда. Сама же степь уже к середине июля становится неприглядной и скучной из-за своего унылого однообразия. В 1970-х годах с целью борьбы с эрозией почвы, остановки развития оврагов механическим способом были посажены лесополосы, сохранившиеся во многих местах и до сих пор — разросшиеся, а местами засохшие.
Курганы, разбросанные вдоль течения Семёновки и русел балок, зачастую имели свои названия. Так, расположенный в полутора километрах от устья Берёзовской балки слева от русла мощный представительный курган назывался Панфиловым, неподалёку от устья Берёзовского лога, вниз по течению Семёновки, расположился Шпиль, с ним соседствует Пугачёвский курган, западные отножия которого круто скатываются в Пугачёвский лог. Не менее внушительно выглядит и Дубовой курган, спящий ниже по течению речки километрах в полутора от Пугачёвского и соседствующий с одноимённым логом. Километром ниже по руслу стоит Безымянный курган.

## История
До 1917 года и несколько позднее (примерно до 1945 года) — хутор делился на Верхний (соседствующий с хутором Сингином), Средний и Нижний Максаевский. Впоследствии это деление отпало.

## Население
| 2010 |
| ---- |
| 201  |

### Известные уроженцы
- Никулин, Михаил Андреевич (1898—1985) — русский советский писатель, автор романа о донском казачестве «Полая вода».
- Кружилин, Иван Пантелеевич (род. 1930) — российский учёный, академик ВАСХНИЛ — РАСХН (1990).